# چوم نیمول
چوم نیمول (خمر: ឆោម និមល ;[cʰaom niʔmɔəl]) یک خواننده کامبوجی-آمریکایی و خوانندهٔ اصلی گروه دنگ فیور است که در سال ۲۰۰۱ به این گروه پیوست.

## حرفه
چوم نیمول در کامبوج به دنیا آمد و به همراه خانواده‌اش مدتی در یک اردوگاه پناهندگان در تایلند زندگی کرد. او آواز خواندن را از خانوادهٔ خود آموخت که خود از نوازندگان و خوانندگان مشهور کامبوج هستند. در سال ۱۹۹۷، نیمول برندهٔ جوایز آپسارای کامبوج، یک مسابقه آواز ملی شد. وی در سال ۲۰۰۱ به ایالات متحده مهاجرت کرد.
نیمول پس از ورود به آمریکا، آواز خواندن را در رستوران‌ها و بارها در منطقهٔ پنوم پن کوچک لانگ بیچ کالیفرنیا آغاز کرد. طولی نکشید که گروه راک آمریکایی دنگ فیور، که به موسیقی پاپ و راک کامبوج در دهه‌های ۱۹۶۰ و ۷۰ علاقه‌مند بودند و در پی یافتن خواننده‌ای بودند که بتواند بر اجرای اشعار خمر آهنگ‌های اصلی کامبوجی نظارت داشته باشد، پس از یک آزمون او را کشف کردند. دنگ فیور اولین آلبوم خود را در سال ۲۰۰۳ منتشر کرد و از آن زمان به بعد کارنامهٔ خود را به آهنگ‌های اصلی با الهام از راک کامبوجی و بسیاری دیگر از سبک‌های موسیقی جهان گسترش داد. نیمول هنوز هم اغلب به زبان خمر آواز می‌خواند، اما گاهی نیز پیش می‌آید که به انگلیسی آواز بخواند. او از سال ۲۰۱۴ شهروند ایالات متحده شد.